# Rundu
Rundu er en by i den nordlige del af Namibia, med et indbyggertal (pr. 2001) på cirka 44.000. Byen er hovedstad i regionen Kavango. 